# Szaad Abd el-Amír
Szaad Abd el-Amír ez-Zirdzsávi  (arabul: سعد عبد الأمير الزرجاوي; Bagdad, 1992. január 19. –) iraki labdarúgó, az élvonalbeli Erbíl SC középpályása.

## Pályafutása
Az észak-iraki klub játékosát először 18 évesen hívták be a válogatottba. A 2015-ös Ázsia-kupán csapatával a 4. helyen végeztek.